# Christoph Drösser
Christoph Drösser (* 19. Oktober 1958) ist ein deutscher Wissenschaftsjournalist.

## Leben
Nach seinem Studium der Mathematik und Philosophie in Bonn war Drösser zehn Jahre lang als freier Autor für Printmedien, Fernsehen und Hörfunk tätig. Von 1998 bis 2015 war er Redakteur bei der Wochenzeitung Die Zeit. Dort entwickelte er von 2004 bis 2006 als Chefredakteur das Magazin Zeit Wissen. Bekannt ist er dort für seine 1997 begonnene Kolumne Stimmt’s?, in der er den Wahrheitsgehalt von Alltagsweisheiten überprüft. Bis Ende Juni 2022 waren es über 1220 Folgen und damit die am längsten laufende Zeitungskolumne eines einzelnen Autors in Deutschland. Diese Kolumne ist auch regelmäßig im Programm des Radiosenders Radio Eins zu hören. 2014 trat er als der „Experte“ im Studio bei der ZDF-Wissens-Comedy Kühe haben beste Freunde auf, die von Wigald Boning moderiert wurde.
1993/94 verbrachte Drösser im Rahmen der Knight Science Journalism Fellowships ein Jahr am Massachusetts Institute of Technology in Cambridge (USA). 2014 war er Journalist in Residence am Kavli Institute for Theoretical Physics in Santa Barbara (USA), 2017 Journalist in Residence am Simons Institute for the Theory of Computing an der University of California in Berkeley (USA). Von September 2021 bis Februar 2022 war er Fellow am MIP.labor der Freien Universität Berlin.
Seit 2014 lebt Christoph Drösser in San Francisco in den USA.

## Preise
- Journalist des Jahres 2005 im Bereich Wissenschaft (Medium Magazin)[6]
- Medienpreis der Deutschen Mathematiker-Vereinigung (DMV) 2008[7]
- Deutscher Jugendliteraturpreis in der Sparte „Sachbuch“ für 100 Kinder (illustriert von Nora Coenenberg)[8]

## Veröffentlichungen
Er hat diverse Bücher veröffentlicht, darunter einige Sammelbände seiner Kolumne.

### Bücher
- Fuzzy logic. Methodische Einführung in krauses Denken. Rowohlt, Reinbek bei Hamburg 1994, ISBN 3-499-19619-0.
- Fernsehen. Rowohlt, Reinbek bei Hamburg 1995, ISBN 3-499-16376-4.
- Stimmt’s? Moderne Legenden im Test. Folge 1, mit Illustrationen von Rattelschneck. Rowohlt, Reinbek bei Hamburg 1998, ISBN 3-499-60728-X; Folge 2, 2000, ISBN 3-499-60933-9; Folge 3, 2002, ISBN 3-499-61489-8; Folge 4, 2005, ISBN 3-499-62064-2; Folge 5, 2007, ISBN 978-3-499-62310-3.
- Stimmt’s? Alle modernen Legenden im Test. Mit Illustrationen von Rattelschneck. Rowohlt, Reinbek bei Hamburg 2003, ISBN 3-499-61626-2.
- (als Hrsg.:) Wie fragt man Löcher in den Bauch? Kinder erforschen das Universum. Rowohlt, Reinbek bei Hamburg 2003, ISBN 3-499-21284-6.
- Stimmt’s? Freche Fragen, Lügen und Legenden für clevere Kids. Rowohlt, Reinbek bei Hamburg 2004, ISBN 3-499-21310-9.
- Wie groß ist unendlich? Knobelgeschichten und Denkspiele aus dem Zahlenuniversum. Rowohlt, Reinbek bei Hamburg 2005, ISBN 3-499-21311-7.
- mit Jörg Kachelmann und Christian Brose: Das Lexikon der Wetterirrtümer. Rowohlt, Reinbek bei Hamburg 2006, ISBN 3-499-62157-6.
- Der Mathematikverführer. Zahlenspiele für alle Lebenslagen. Rowohlt, Reinbek bei Hamburg 2008, ISBN 978-3-499-62426-1.
- Wenn die Röcke kürzer werden, wächst die Wirtschaft. Stimmt’s? Die besten modernen Legenden. Mit Illustrationen von Rattelschneck. Rowohlt, Reinbek bei Hamburg 2008, ISBN 978-3-499-62374-5.
- Hast du Töne? Warum wir alle musikalisch sind. Rowohlt, Reinbek bei Hamburg 2009, ISBN 978-3-498-01328-8.
- Stimmt’s? Das große Buch der modernen Legenden. Rowohlt, Reinbek bei Hamburg 2010, ISBN 3-499-62628-4.
- Der Physikverführer. Versuchsanordnungen für alle Lebenslagen. Rowohlt, Reinbek bei Hamburg 2010, ISBN 978-3-499-62627-2.
- Der Musikverführer. Warum wir alle musikalisch sind. Rowohlt, Reinbek bei Hamburg 2011, ISBN 978-3-499-62437-7.
- Der Logikverführer. Schlussfolgerungen für alle Lebenslagen. Rowohlt, Reinbek bei Hamburg 2012, ISBN 978-3-499-62799-6.
- mit Andrea Cross und Til Mette: Stimmt’s Baby? 100 Mythen übers Kinderkriegen. Rowohlt, Reinbek bei Hamburg 2012, ISBN 978-3-499-62992-1.
- Wie wir Deutschen ticken. Was wir denken, wie wir fühlen, was wir sind. Edel Books, Hamburg 2015, ISBN 978-3-8419-0346-4.
- Total berechenbar? Wenn Algorithmen für uns entscheiden. Hanser, München 2016, ISBN 978-3-446-44699-1.
- Wir Deutschen und das Geld. Was wir haben, wie viel wir verdienen, wovon wir träumen. Edel Books, Hamburg 2016, ISBN 978-3-8419-0473-7.
- Wir Deutschen und die Liebe. Wie wir lieben, was wir lieben, was uns erregt. Edel Books, Hamburg 2017, ISBN 978-3-8419-0561-1.
- Wenn die Dinge mit uns reden. Von Sprachassistenten, dichtenden Computern und Social Bots. Dudenverlag, Berlin 2020, ISBN 978-3-411-74225-7.
- 100 Kinder. Gabriel, Stuttgart 2020, ISBN 978-3-522-30537-2.
- Es geht um die Wurst. Was du wissen musst, wenn du gern Fleisch isst. Gabriel, Stuttgart 2021, ISBN 978-3-522-30581-5.
- Absolut rekordverdächtig: Dein Leben in Zahlen. Gabriel, Stuttgart 2022, ISBN 978-3-522-30606-5.

### Tonträger
- mit Jörg Kachelmann: Das Lexikon der Wetterirrtümer. Ab 12 Jahren. Sprecher: Silvia Fink und Thor W. Müller. Igel-Records, Dortmund 2007, ISBN 978-3-89353-186-8.
- (als Hrsg.:) Wie fragt man Löcher in den Bauch? Kinder erforschen das Universum. Ab 8 Jahren. Sprecher: Dominik Freiberger und Silvia Fink. Igel-Genius, Dortmund 2007, ISBN 978-3-89353-164-6.
- mit Jörg Kachelmann: Noch mehr Wetterirrtümer. Ab 10 Jahren. [Tonträger] Sprecher: Silvia Fink und Thor W. Müller. Igel-Genius, Dortmund 2008, ISBN 978-3-89353-207-0.
- Stimmts? Freche Fragen, Lügen und Legenden für clevere Kids. Ab 7 Jahren. Sprecher: Thor W. Müller. Aktive Musik Verlags-Gesellschaft, Dortmund [o. J.].